# Luna nera
 (juin 2022).
Si vous disposez d'ouvrages ou d'articles de référence ou si vous connaissez des sites web de qualité traitant du thème abordé ici, merci de compléter l'article en donnant les références utiles à sa vérifiabilité et en les liant à la section « Notes et références ».
Luna nera est une série télévisée dramatique historique italienne en six épisodes d'environ 46 minutes basée sur la trilogie Le città perdute de Tiziana Triana, et mise en ligne le 31 janvier 2020 sur Netflix.
La série n'a pas été renouvelée pour une seconde saison.

## Synopsis
Au XVIIe siècle, une adolescente sage-femme de 16 ans nommée Ade découvre que sa famille est composée de sorcières alors que le père de son bien-aimé les poursuit, les accusant elle et sa grand-mère de sorcellerie.

## Distribution
- Antonia Fotaras (VF : Elsa Bougerie) : Ade
- Giada Gagliardi (VF : Manon Adolphe) : Valente
- Giorgio Belli (VF : Hugo Brunswick) : Pietro
- Adalgisa Manfrida (VF : Alice Orsat) : Persepolis
- Barbara Ronchi (VF : Flora Brunier) : Antalia
- Gloria Carovana (VF : Pamela Ravassard) : Cesaria
- Giandomenico Cupaiuolo (VF : Bernard Gabay) : Sante
- Roberto De Francesco (VF : Bernard Bollet) : Marzio Oreggi
- Camille Dugay Comencini (VF : Flora Kaprielian) : Aquileia
- Martina Limonta (VF : Valérie Decobert) : Segesta
- Lucrezia Guidone (it) (VF : Sylvie Jacob) : Leptis
- Nathan Macchioni : Adriano
- Filippo Scotti (VF : Benjamin Bollen) : Spirto
- Federica Fracassi (it) (VF : Marie-Madeleine Burguet) : Janara
- Manuela Mandracchia (it) (VF : Emmanuèle Bondeville) : Tebe
- Giulia Alberoni (VF : Cindy Tempez) : Petra
- Astrid Meloni (VF : Christine Braconnier) : Amelia
- Paolo Bernardini : Marzio Oreggi
- Sonia Gessner (VF : Cathy Cerda) : Natalia

 Source et légende : version française (VF) sur RS Doublage

## Épisodes
1. Le Présage
2. Le Livre
3. Les Voix
4. Le Destin
5. Les Armes
6. La Lumière